# 约翰·沙希迪
約翰·沙希迪（英語：John Shahidi）是一名美国企业家和软件工程师。他是 Shots Studios 的联合创始人和首席执行官。

## 企业生涯
2010年1月，约翰·沙希迪和他的弟弟山姆建立了一间移动游戏公司名为RockLive。在RockLive建立之前，沙希迪任职为弗洛伊德·梅威瑟的品牌经理。梅威瑟后来成为沙希迪移动应用的投资者。该公司发行了Chad Johnson, 迈克·泰森, 克里斯蒂亚诺·罗纳尔多和尤塞恩·博尔特的相关游戏。沙希迪担任公司的主席和首席执行官。2013年, RockLive更名为Shots.
2013年5月约翰·沙希迪和他的弟弟和贾斯汀·比伯合作开发了一个自拍社交移动应用程序名为Shots。该应用的目的是要为用户提供一个安全和没有网络欺凌的环境。沙希迪有反对网络欺凌的想法是因为他曾经是被欺凌的受害者。该应用现在可以在安卓和iOS下载。
沙希迪持续和贾斯汀·比伯见面讨论Shots。他们的友谊和互动使沙希迪在推特上获得超高人气。